# Войнова
Войнова (рум. Voinova) — село у Страшенському районі Молдови. Утворює окрему комуну.

## Населення
За даними перепису населення 2004 року у селі проживали 1705 осіб.
Національний склад населення села:
| Національність       | Кількість осіб | Відсоток   |
| -------------------- | -------------- | ---------- |
| молдавани румуни     | 1681 7         | 98,6% 0,4% |
| росіяни              | 9              | 0,5%       |
| українці             | 6              | 0,4%       |
| поляки               | 1              | 0,1%       |
| інша / без відповіді | 1              | 0,1%       |
| Всього               | 1705           | 100%       |